# Johannes Mayr (Organist)
Johannes Mayr (* 1963 in Ellwangen (Jagst)) ist ein deutscher Organist, Kirchenmusiker und Hochschullehrer.

## Leben und Wirken
Johannes Mayr studierte von 1981 bis 1987 Kirchenmusik an der Hochschule für Musik und Darstellende Kunst Stuttgart bei Rudolf Walter, Ludger Lohmann und Willibald Bezler. Von 1990 bis 2001 war er hauptamtlicher Kirchenmusiker mit Dekanatsauftrag in Bad Wurzach, von 2001 bis 2011 wirkte er in St. Fidelis. Seit 1991 ist er Orgelsachverständiger für die Diözese Rottenburg-Stuttgart. Im Jahr 2004 wurde er in Stuttgart Regionalkantor, seit 2011 ist er Domorganist an der Konkathedrale St. Eberhard in Stuttgart.
Von 1992 bis 2007 war Mayr als Lehrbeauftragter für liturgisches Orgelspiel und Orgelimprovisation in Augsburg zunächst am Leopold-Mozart-Konservatorium, dann an der Hochschule für Musik Nürnberg-Augsburg tätig. Seit 2004 nimmt er außerdem einen Lehrauftrag für Orgelliteraturspiel und Liturgisches Orgelspiel an der Evangelischen Hochschule für Kirchenmusik Tübingen wahr.  Des Weiteren lehrt er seit 2009 Orgelimprovisation an der Hochschule für Musik und Darstellende Kunst Stuttgart. 2018 wurde der dort zum Honorarprofessor ernannt. Derzeit hat er dort zudem das Amt des Studiendekans inne.
2015 erfolgte seine Ernennung zum Kirchenmusikdirektor.

## Auszeichnungen
- 1988: Preisträger beim Wettbewerb „Orgelspiel im Gottesdienst“ in Rottenburg am Neckar
- 1989: Erster Preis beim Internationalen Orgelimprovisationswettbewerb im Rahmen des Festivals „Europäische Kirchenmusik“ in Schwäbisch Gmünd
- 1991: Erster Preis beim Internationalen Orgelimprovisationswettbewerb in Montbrison/Frankreich
- 1998: Preisträger Südwestfunk-Orgelimprovisationswettbewerb
- 1998: Preisträger beim Internationalen Orgel-Improvisationswettbewerb zu zeitgenössischer Kunst „Wandlung der Formen“ in Regensburg
- 2009: Erster Preis beim Internationalen Orgelwettbewerb „Orgel ohne Grenzen“ in Düdelingen/Luxemburg

## Publikationen (Auswahl)
Monographien
- Historische Orgeln in Oberschwaben. Der Landkreis Ravensburg. (mit Wolfgang Manecke und Mark Vogl). Lindenberg 2006, ISBN 978-3-89870-250-8.
- Joseph Gabler, Orgelmacher. Biberach 2000. ISBN 3-933614-06-6.
- Historische Orgeln in Ulm und Oberschwaben: Pfeifenorgeln im Alb-Donau-Kreis, in Ulm, Hayingen und Zwiefalten. (mit Wolfgang Manecke). Ulm 1999, ISBN 3-88294-268-1.
- Historische Orgeln in Oberschwaben. Der Landkreis Biberach. (mit Wolfgang Manecke und Mark Vogl). Lindenberg 1995, ISBN 3-7954-1069-X.

Tonträger
- Johannes Mayr an der Jann-Orgel, St. Andreas Endersbach. Bauer-Studios, Ludwigsburg 2012.
- Orgelkonzert an 6 Holzhey-Orgeln mit 4 Organisten. (mit Gerhard Gnann, Roland Götz und Franz Raml). Organpromotion, Horb a. N. 2009.
- Singet dem Herrn ein neues Lied. Cantus Novus Ulm; Helmut Steger, Leitung; Johannes Mayr, Orgel; Oliver Wendt, Saxophon. SMS-Trio. Thalfingen, Kirche „Christus unser Leben“, 27. – 29. Juli 2007. Rolf Bäuerle, Ulm 2007.